# EADS Mako/High Energy Advanced Trainer

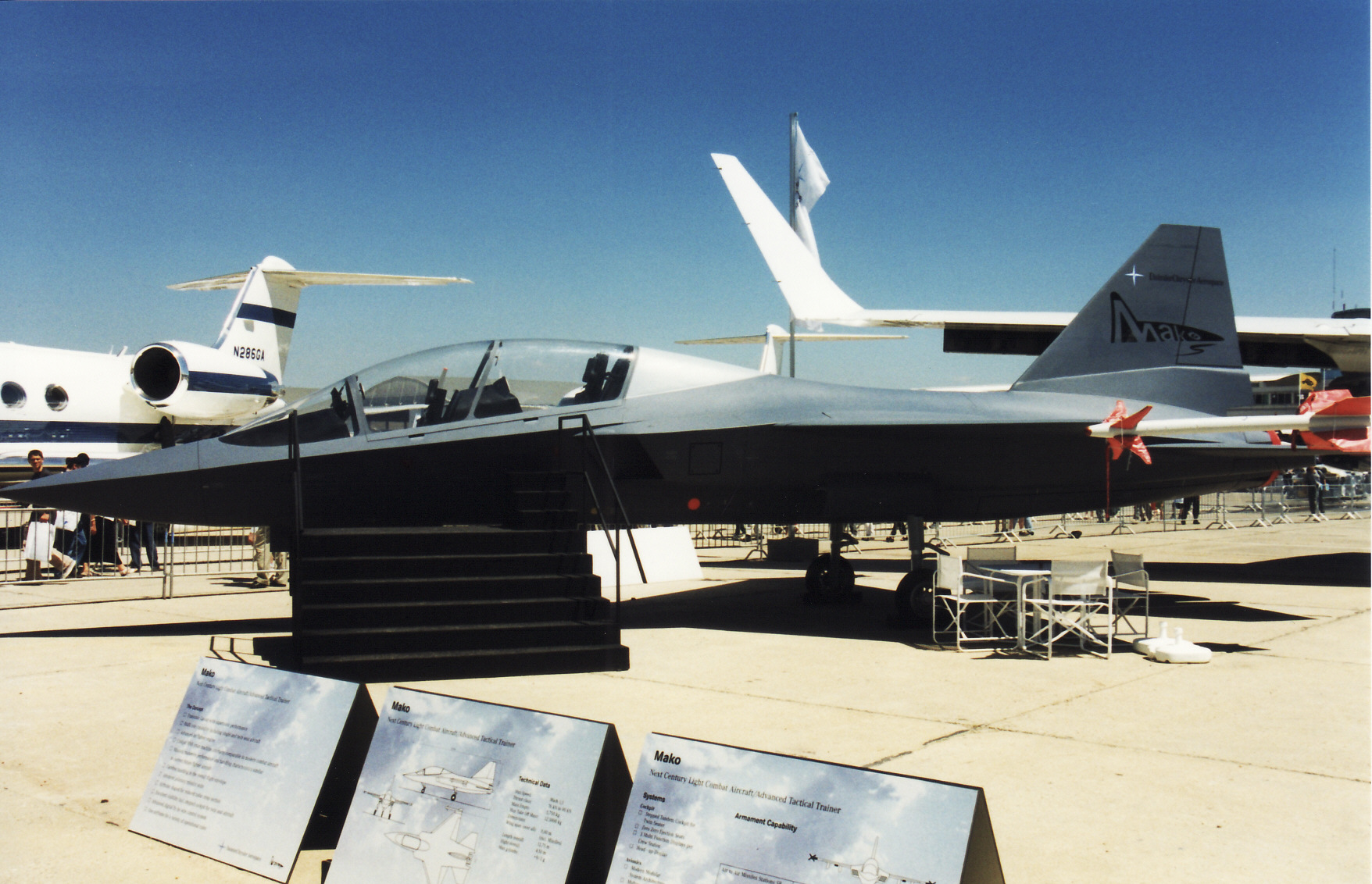
EADS Mako

EADS Mako/High Energy Advanced Trainer (Mako/HEAT) är ett avancerat jetskolflygplan med höga prestanda. Flygplanet är ämnat för tjänstgöring i ett flertal euroepeiska flygvapen. EADS har presenterat Mako som sitt bidrag till Eurotrainerprogrammet. Detta program kommer att vara det slutgiltiga resultatet av AT-2000-projektet.
I projektet ingår Finmeccanica-Aermacchi, Saab och Dassault Aviation. De framtida kunderna kommer troligtvis att bestå av Frankrike, Tyskland, Spanien, Italien, Finland, Grekland, Sverige och Förenade arabemiraten. 
Motorn kommer att utgöras av General Electrics F404/F414 (F414M) som är en lätt nedstrypt version (75 kN) av standardmotorn F414. Motorn kan komma att tillverkas av Volvo eftersom man redan tillverkar den närbesläktade motorn General Electric F404/F414 (F404) för Saab 39 Gripen. EADS ämnade ursprungligen att använda Eurojet EJ200-motorn, men beslöt senare att inte göra det.
Mako/HEAT kommer att utplaceras på tre delade baser på den europeiska kontinenten, där alla partnernationer kan använda dem. I dagens läge finns det nio kandidatflygbaser, men ännu har ingen valts.
Skoljetplanet Aermacchi M-346 som även har föreslagits som Eurotrainer gjorde sin jungfruflygning den 15 juli, 2004 och har testats sedan dess. EADS har ännu inte meddelat om ett jungfrutursdatum för sitt flygplan.